# Orfa Alarcón
Orfa Alarcón (Monterrey, Nuevo León, 23 de diciembre de 1979) es una escritora y editora mexicana.

## Trayectoria
Estudió Letras Españolas en la UANL. Fue becaria del FONCA en el programa Jóvenes Creadores (2007-2008; 2011-2012; 2014-2015).
Fue editora en Aguilar, Alfaguara Infantil y Random House Mondadori y en 27 Editores. Está a cargo de la librería Terraza 27. Es colaboradora de las publicaciones Letras Explícitas y Tierra Adentro.
Con su novela Perra brava (2010), considerada por la escritora Mónica Maristáin la primera narconovela escrita por una mujer resultó finalista del Primer Premio Iberoamericano de Narrativa Las Américas y ha sido traducida al francés y al alemán. En ella, el miedo está inseparablemente vinculado al fenómeno de la violencia que se ha convertido en un tema importante de la narconovela mexicana.
Parte de su obra se incluye en las antologías: Lados B. Narrativas de alto riesgo. Mujeres (Nitro/Press, 2012); El silencio de los cuerpos. Relatos sobre feminicidios (Ediciones B, 2015); La muerte y su erotismo (Tusquets, 2012); Sólo cuento VII (UNAM, 2015) y Dejar huella. Perros de papel, de la memoria, de la imaginación (Cal y Arena, 2017).
Según el portal Hablemos escritoras, Orfa Alarcón “se ha consolidado como una de las autoras más conocidas del norte de México tras el éxito de su primera novela Perra Brava (Planeta, 2010) y su texto juvenil Bitch Doll (Ediciones B, 2014)”.
Para Alarcón, la belleza tiene la perversión del engaño: “porque existe, se posterga la muerte, se olvida el horror, se desea preservar la vida para seguir posando la mirada sobre el objeto luminoso aunque de él brote un olor a sangre”.

## Obras
- Perra brava, Planeta, 2010.
- Königin und Kojoten, Berín, Wagenbach, 2014.
- Ni de jour ni de nuit, París, Asphalte, 2018.
- Bitch Doll, Ediciones B, 2013.
- Loba, Alfaguara, 2019.

### Premios y reconocimientos
- Becaria del Fondo Nacional para la Cultura y las Artes FONCA.
- Finalista del Primer Premio Iberoamericano de Narrativa Las Américas.[1]
- Miembro del Sistema Nacional de Creadores de Arte (2019- 2021).